# Jane Burden

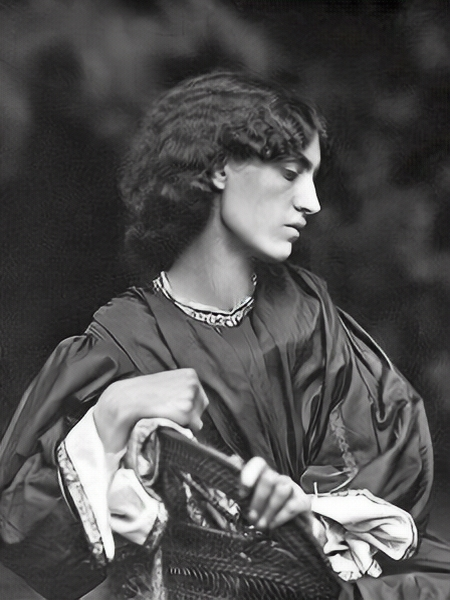
Jane Burden 1865

Jane Burden (Oxford, 19 oktober 1839 — Londen, 26 januari 1914) huwde met William Morris, en is bekend als de muze en het model van Dante Gabriel Rossetti, die haar talloze keren schilderde en met wie ze tussen 1870 en 1876 een (niet publieke) relatie had.

## Leven

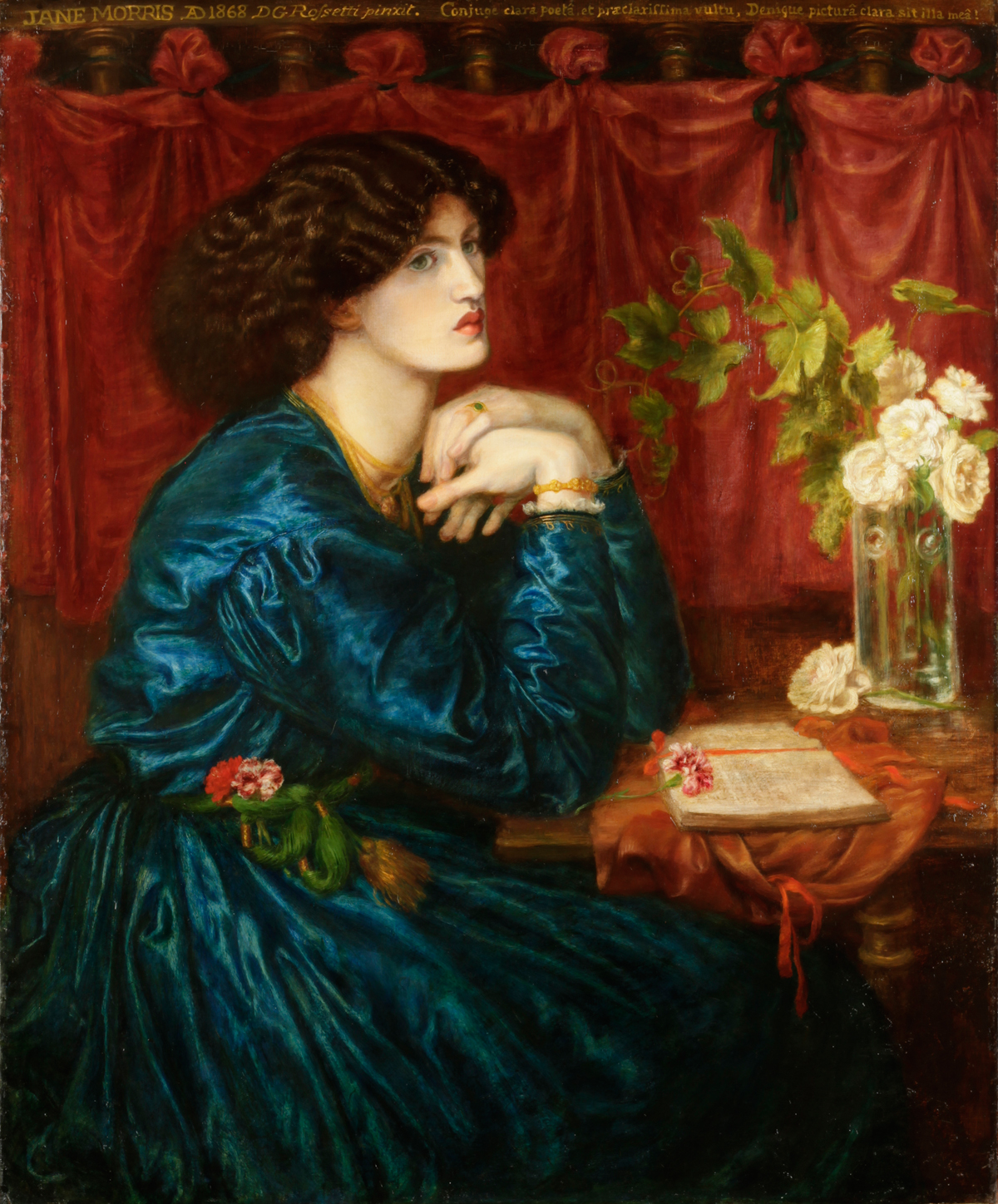
Jane Morris in The Blue Silk Dress van Dante Gabriel Rossetti. Olieverf op doek, 1868

Jane Burden werkte in 1857 als serveerster in een herberg, toen William Morris haar leerde kennen. Hij bracht haar manieren bij en leerde haar Frans, Italiaans, elementaire wiskunde en maakte haar bekend met muziek (piano) en dans. In 1859 huwden ze. Jane werd geïntroduceerd in de kringen van de prerafaëlieten en gold daar met haar bleke huid en koperrood haar als een uitzonderlijke schoonheid. In 1865 maakte John Robert Parsons een fotoserie van haar.
Jane stond niet alleen model voor Morris, maar ook voor andere prerafaëlitische schilders als Edward Burne-Jones en Dante Gabriel Rossetti. Van 1870 tot 1876 had ze ook een geheime relatie met Rossetti (William Morris sloot welbewust de ogen), die ze afbrak nadat ze achter zijn drugsverslaving kwam (Chloraalhydraten). Ze bleef wel nauw met hem bevriend, tot aan het einde van zijn leven in 1882.
Jane ontwikkelde zich op latere leeftijd nog tot een verdienstelijk pianiste. Haar dochter May werd een bekend industrieel ontwerpster.
In Kelmscott bewoonde de familie Morris een authentieke Tudor-woning, Kelmscott Manor, waarvan de schoonheid beantwoordde aan Morris' esthetische norm. Het familiegraf is eveneens in Kelmscott te vinden, meer bepaald in de tuin rond de 'Saint George's Church'. Op de grafsteen vindt men eveneens de namen van de dochters May en Jenny (Jane Alice).

## Galerij

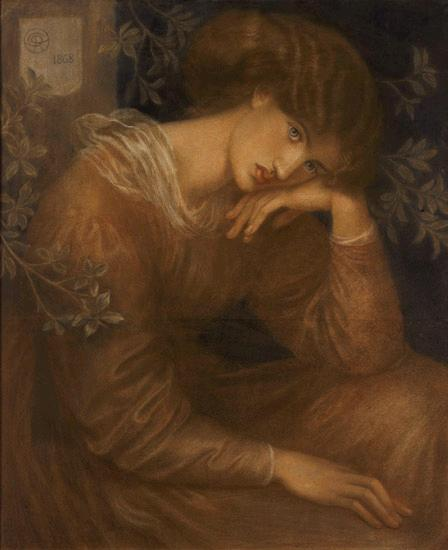
Portret door Rossetti, 1868
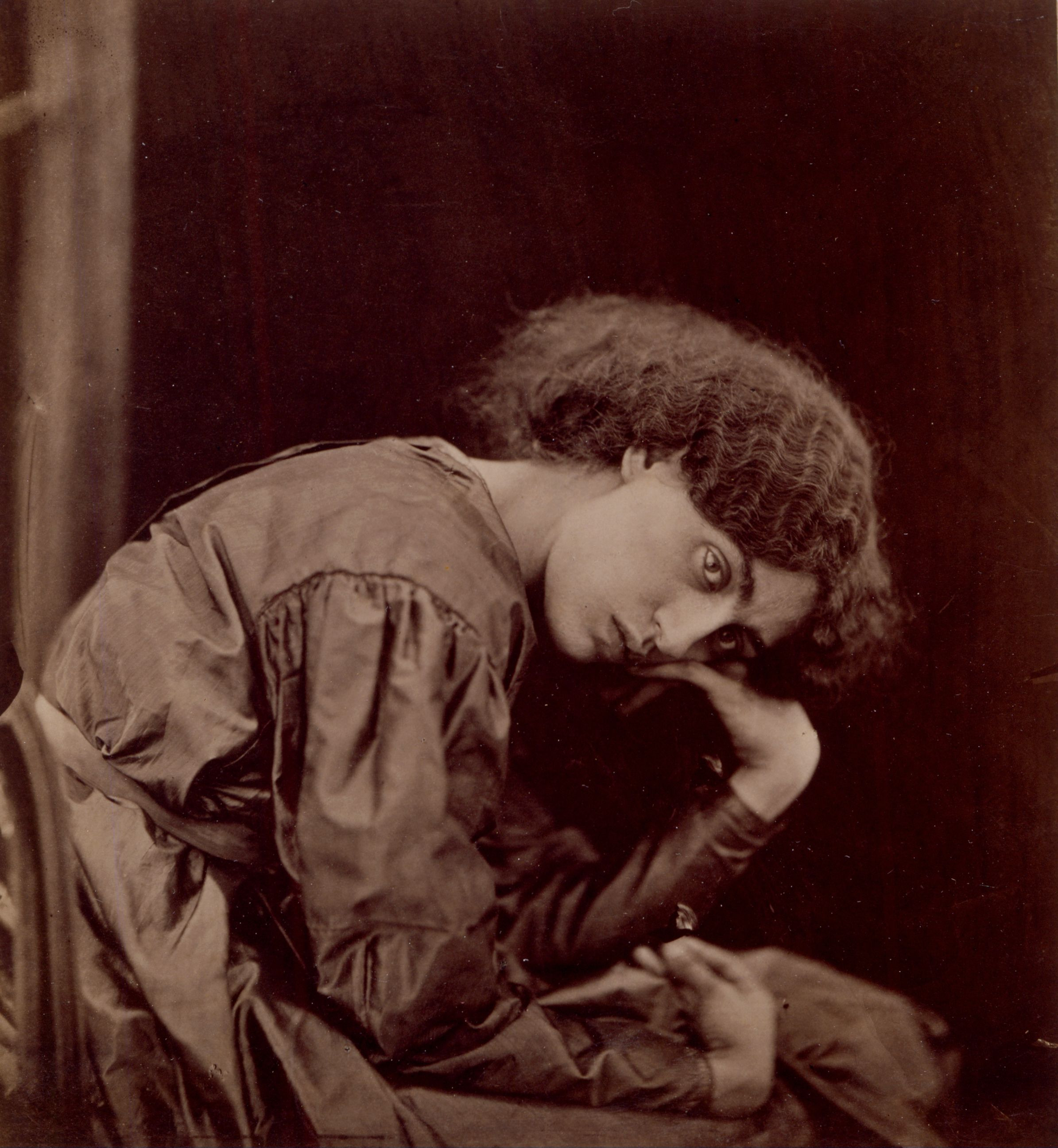
Fotoportret door John Robert Parsons, 1865
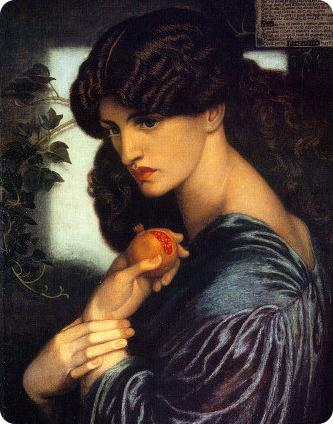
Rossetti's Proserpina, 1878
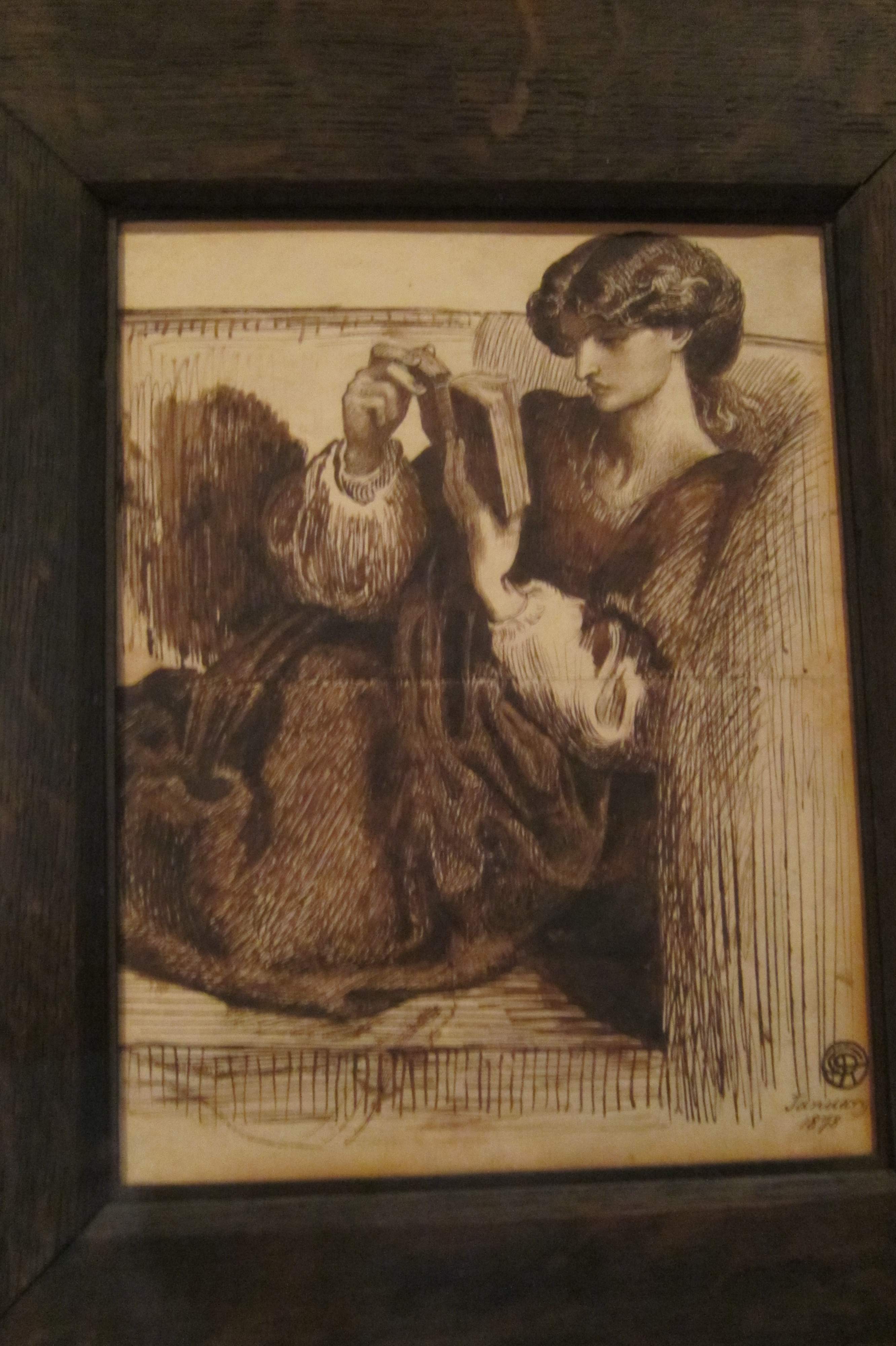
Dante Gabriel Rossetti, Portret van Jane Morris, 1873, tekening met inkt.
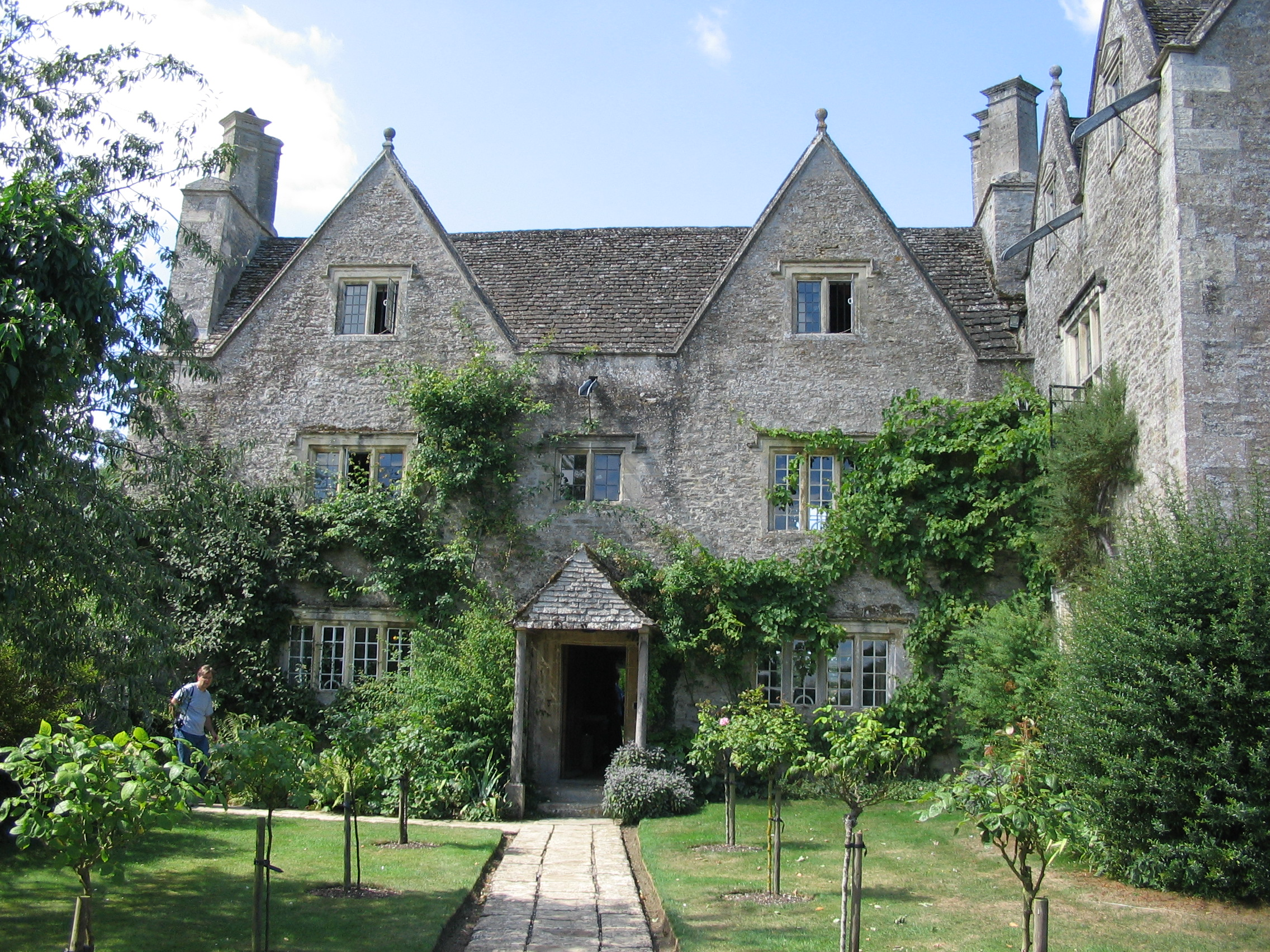
Kelmscott Manor
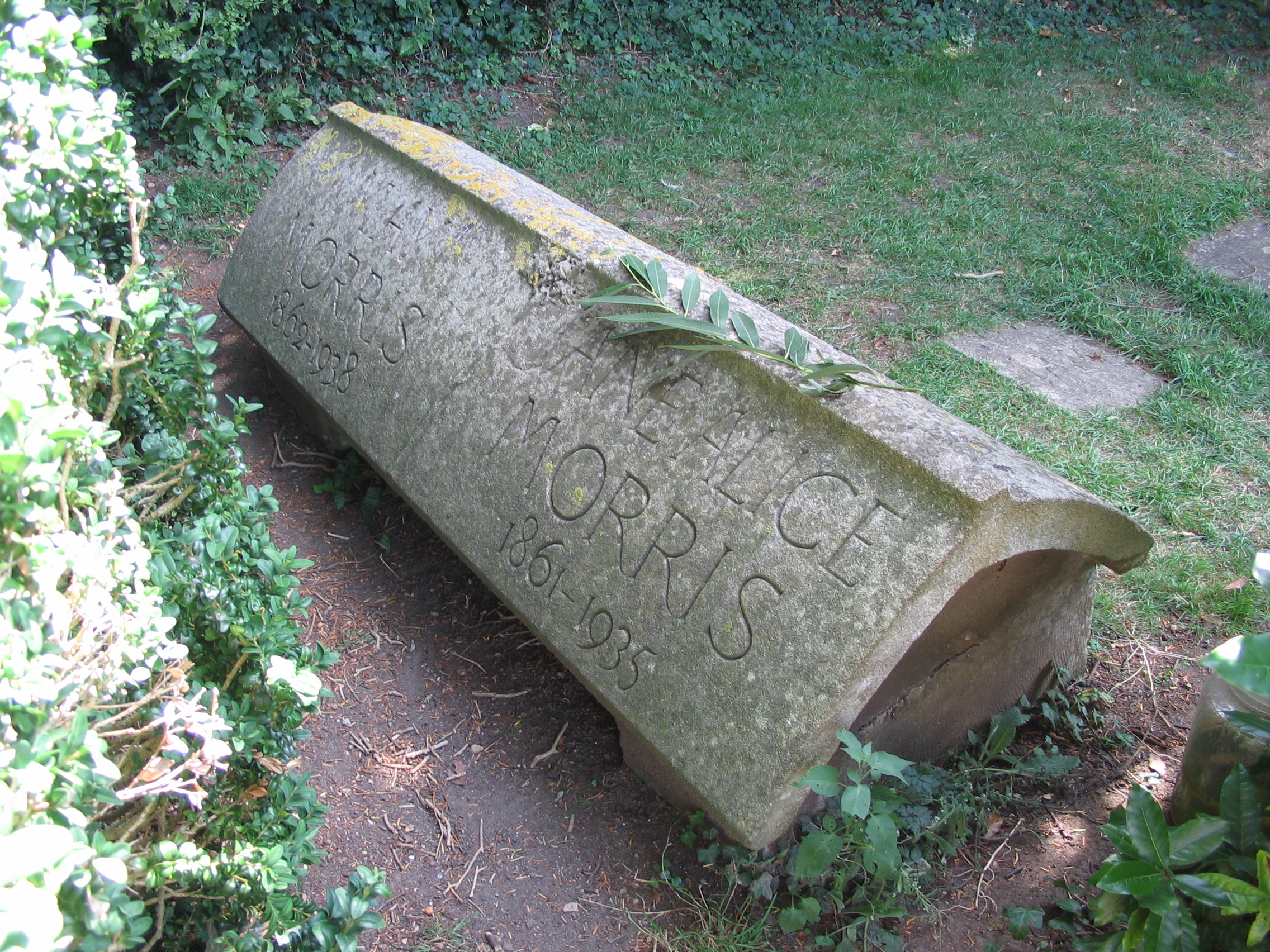
Familiegraf Morris